# The Only Clue
The Only Clue est un film muet américain sorti en 1914.

## Fiche technique
- Date de sortie :  États-Unis : 7 juillet 1914

## Distribution
- Eugene Pallette
- Irene Hunt
- Raoul Walsh